# Josef Durry
Josef Durry (* 15. Oktober 1881 in Marchegg, Niederösterreich; † 3. Januar 1970 ebenda) war ein österreichischer Politiker (ÖVP).

## Leben
Nach Besuch von fünf Klassen Volksschule in Marchegg besuchte Josef Durry eine drei Jahre dauernde Bürgerschule in Wien. Nach Abendkursen an einer Zeichen- und Modellierschule erlernte Durry den Beruf des Zimmermannes. 1914 übernahm er in Marchegg das Unternehmen seines Vaters, das mit Holz handelte.
1918 wurde Durry in den Gemeinderat von Marchegg gewählt. 1935 folgte die Wahl zum Bürgermeister. Er blieb es bis 1938. Nach dem Anschluss Österreichs musste Durry im Jahr 1938 mehrere Monate eine politische Freiheitsstrafe verbüßen.
1945 übernahm Durry kurzzeitig erneut die Agenden des Bürgermeisters von Marchegg. 1946 schied er aus dieser Funktion aus. Im Dezember 1945 zog er als Mitglied in den Bundesrat in Wien ein. Diesem gehörte er bis November 1949 an.